# سامان فلاح
سامان فلاح ورنامي (بالفارسية: سامان فلاح ورنامی)، من مواليد 12 مايو 2001، هو لاعب كرة قدم إيراني، بدأ مسيرته مع نادي نادي بيكان عام 2020، وانضم للمنتخب الإيراني سنة 2023، واختير سامان فلاح من ضمن اللاعبين المشاركين لبطولة كأس آسيا سنة 2023.